# Fátyolos laskagomba
A fátyolos laskagomba (Pleurotus calyptratus) a laskagombafélék családjába tartozó, Európában honos, nyárfák törzsén élő, ehető gombafaj. 

## Megjelenése
A fátyolos laskagomba kalapja 2,5-10 cm széles, félkör, kagyló vagy vese alakú. A féloldalas kalapok egymás mellett vagy felett helyezkednek el. Felülete sima, csupasz. Színe fakó barnásszürkétől a halvány szürkéskékig terjedhet; idősen kifehéredik. A kalap széle és a tönk alsó harmada között fiatalon hártyaszerű burok található, amely felszakad és egy ideig fátyolszerűen lelóg a kalap széléről. Húsa fehér, a kalapban vékony és puha, a tönkben rostos és szívós. Szaga gyenge, némileg fűszeres; íze kellemes.
Sűrűn álló lemezei fehéresek, idősen némileg sárgásak. 
Tönkje rövid és zömök, néha szinte tönk nélkül ül a fatörzsön.
Spórapora fehér. Spórái megnyúlt ellipszis vagy hengeres alakúak, simák, méretük 10,5–15,5 x 4–5 µm.

### Hasonló fajok
A pihés laskagomba hasonlíthat hozzá. 

## Elterjedése és termőhelye
Európában honos. 
Elpusztult vagy meggyengült nyárfák törzsein található meg, azok faanyagát bontja és közben fehér korhadást okoz. Ritkábban nyírfán és kőrisen is előfordulhat. Áprilistól októberig terem. 

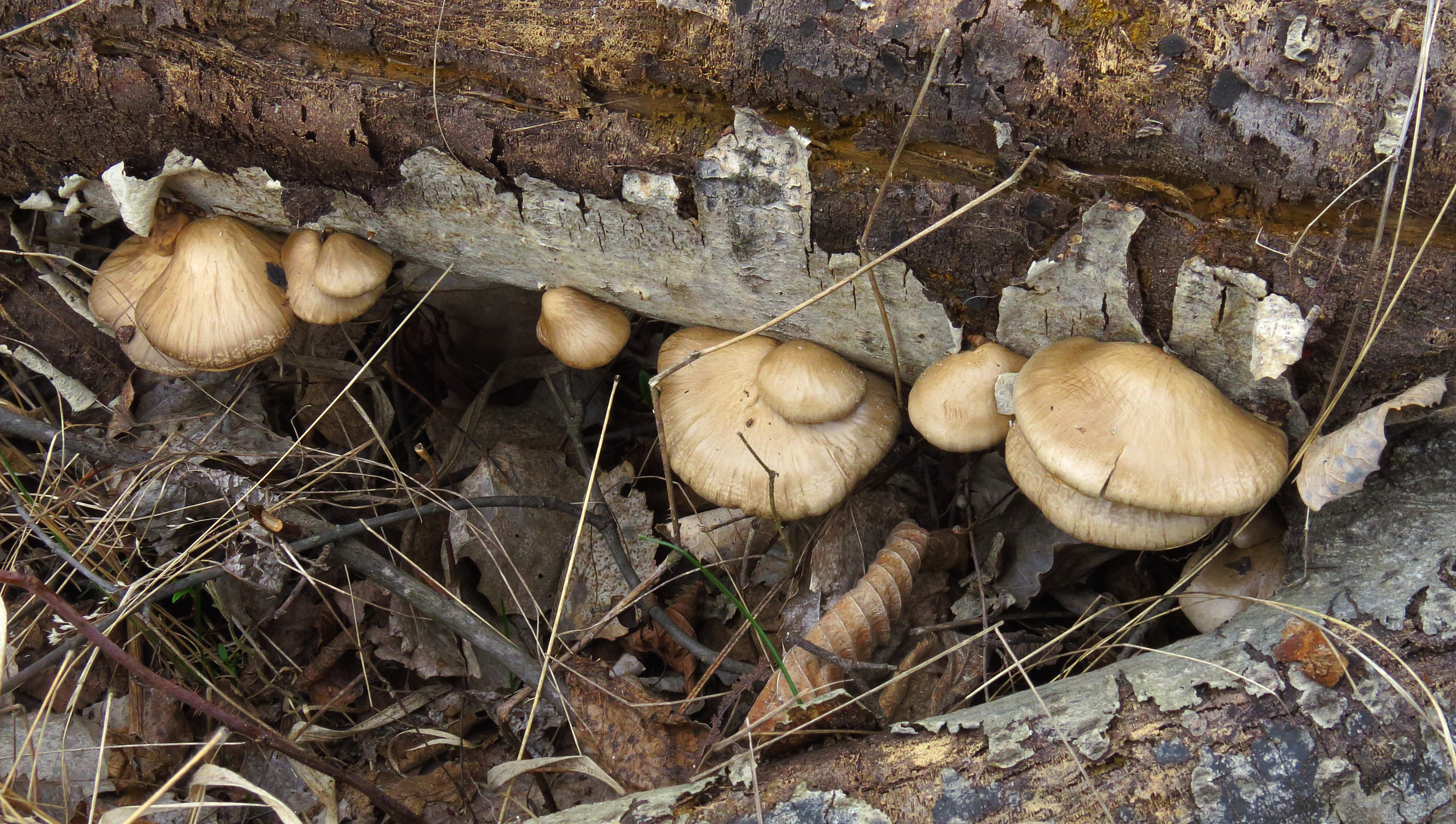
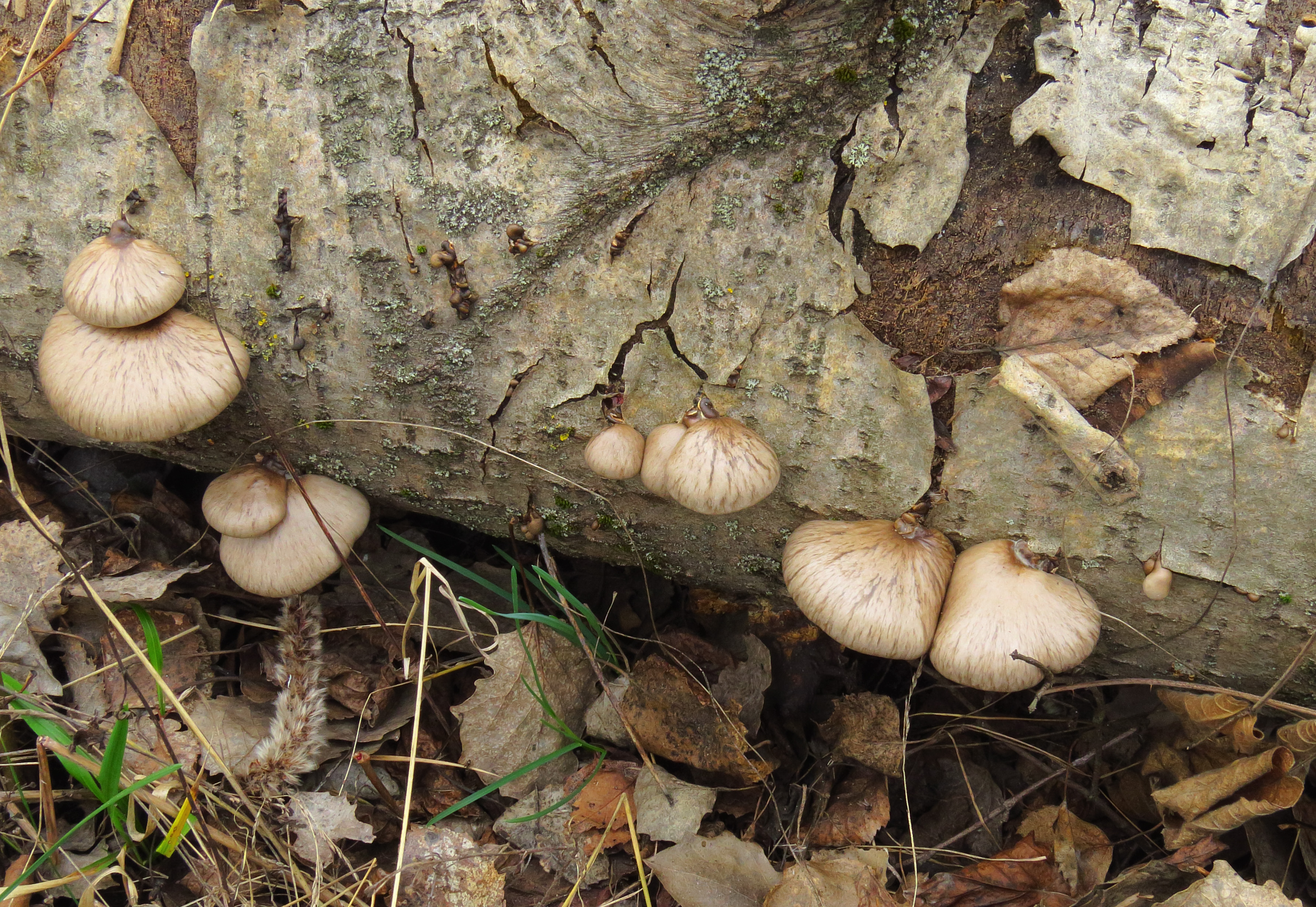
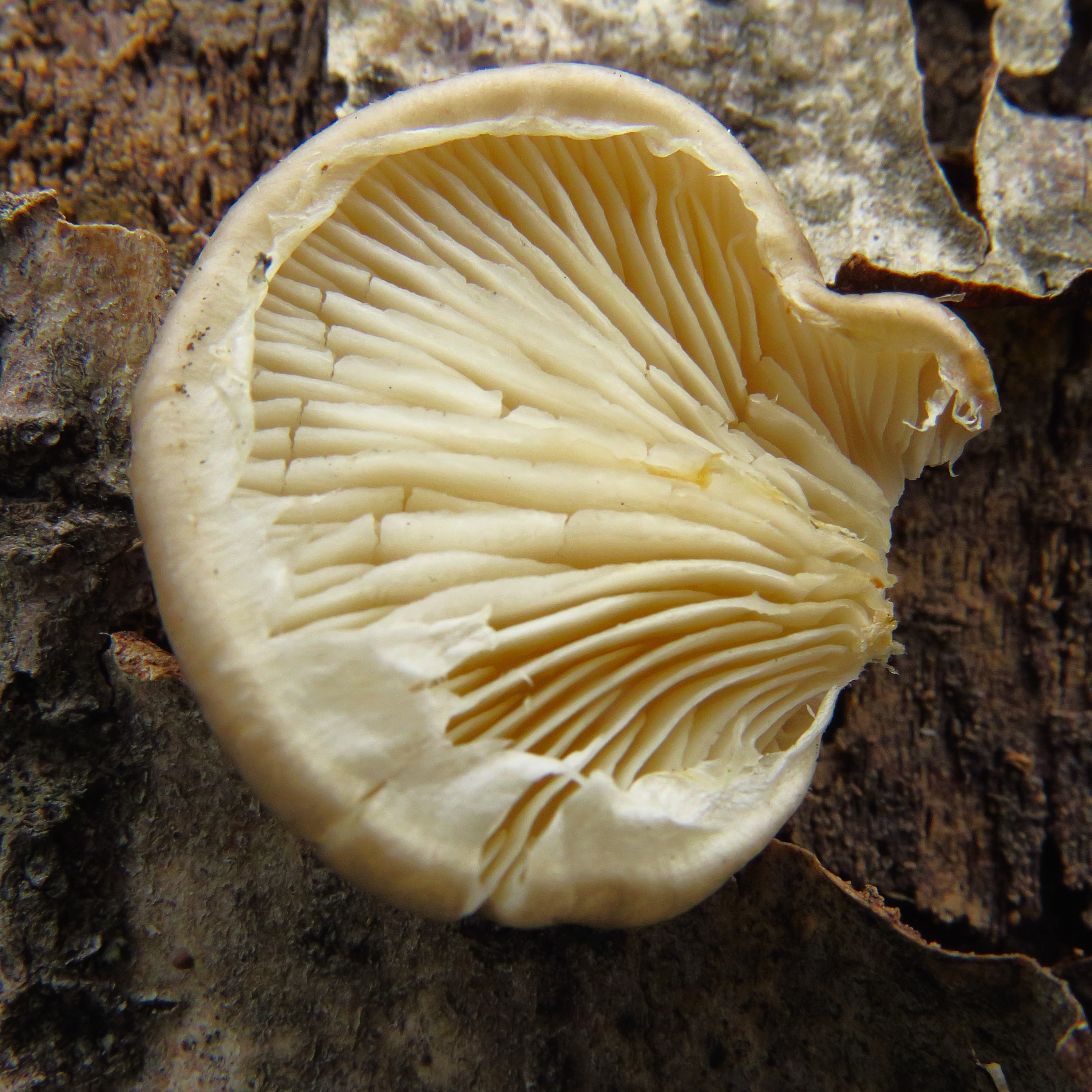
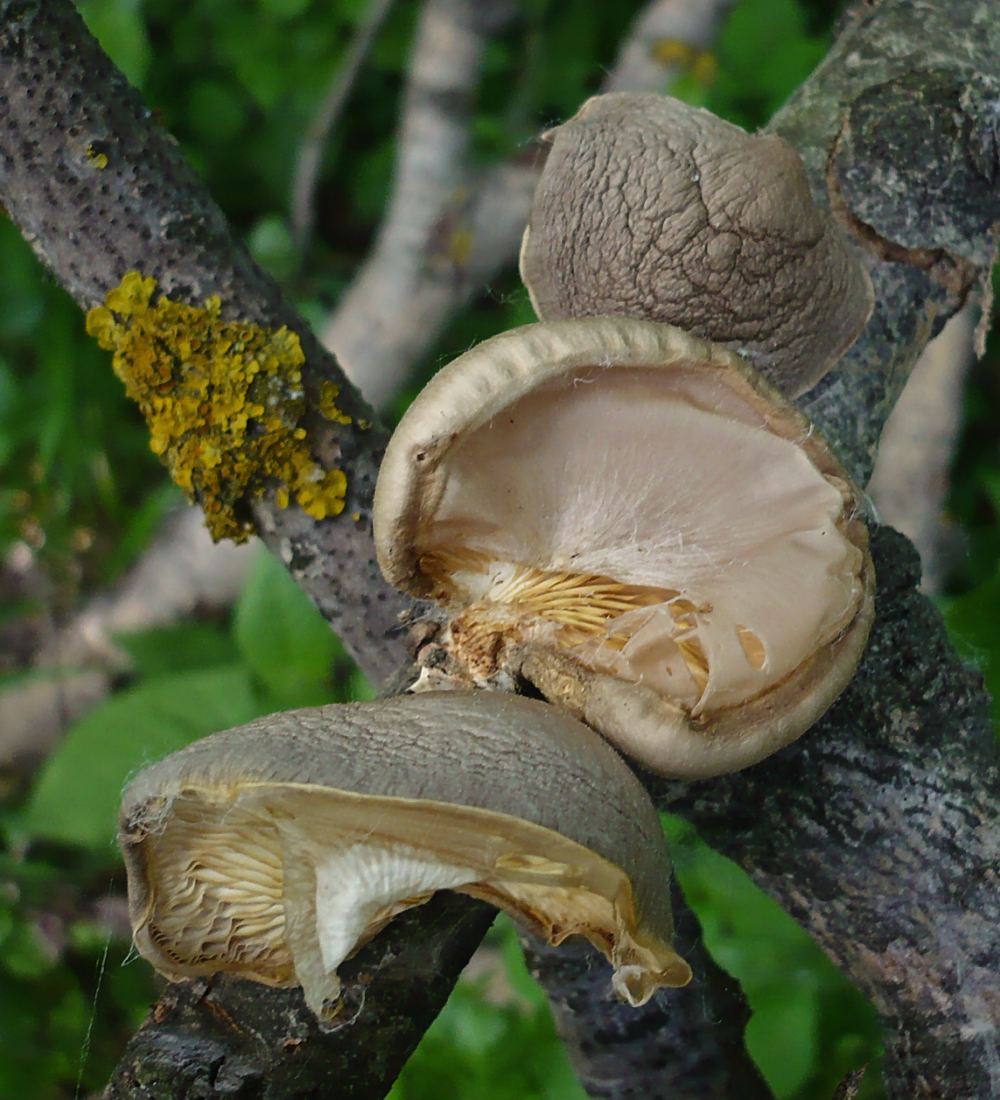
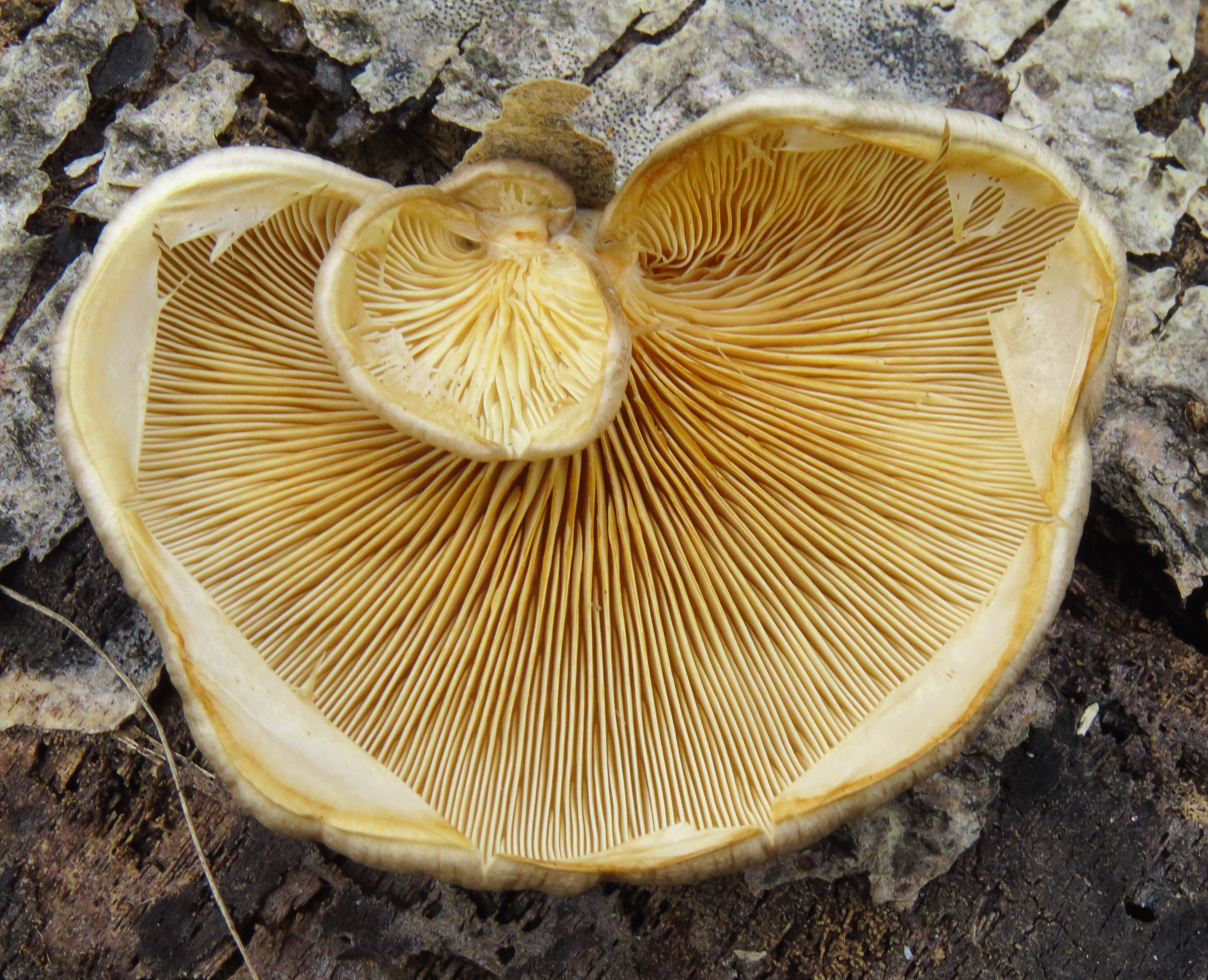

Ehető gomba.